# Кокаралска стена
Кокаралска стена се нарича изкуствена стена, разделяща пролива между 2-те части на пресъхващото Аралско море – Голям Арал (Южно Аралско море) и Малък Арал (Северно Аралско море).
Създаден е за регулиране равнището на водите на Малък Арал. Дължината на стената е 13034 m, а ширината ѝ варира в рамките на 100 – 150 m, висока е 6 m. На изкуствената стена е проектирано водопропускащо съоръжение с пропускателна способност 600 m³/s.
Стената е наречена на бившия остров Кокарал, намирал се в западната ѝ част и съществувал до 1960 г. Този остров с пресъхването на морето се превърнал постепенно в полуостров, а днес вече е просто част от сушата.

## История
Преди създаването на днешната стена е имало 2 неуспешни опита за преграждане на 2-те части на Аралско море. Първият опит е на жителите на Аралск, които сами изграждат пясъчна стена. След известно време обаче тя е отмита от водите.
По-късно местни строителни фирми и изпълнителната власт намират средства за създаването на ново изкуствено езеро. При това Малък Арал образува нови брегове, намаляват пясъчните бури в района. Намалява и засоляването на почвите в близост до водоема. Възстановени са популациите от риба (платика, шаран, аралска есетра) посредством зарибяване на материал, добит в люпилни. На този етап водите на Малък Арал са обитавани единствено от камбала. През 1998 г. ураган унищожава язовирната стена.
През 2001 г. правителството на Казахстан иска заем от Световната банка с цел изграждане на ново съвременно съоръжение. Работата по изграждането на язовирната стена е завършена през август 2005 г.

## Значение
В резултат на преграждането на Аралско море равнището на северната му част се е покачило, а солеността на водата е намаляла благодарение на водите от река Сърдаря. Нивото на подпочвените води се е увеличило, а солеността на почвата е намаляла. През 2006 г. е регистрирано увеличение на нивото на водите - доста по-рано, отколкото са очаквали учените. Количеството на рибата значително се увеличава, променя се и климатът на района. Появили са се дъждовни облаци, които отдавна били изчезнали от района. Разстоянието от гр. Аралск до морето се е съкратило от 100 до 25 km.